# Єхидна австралійська
Єхидна австралійська, або єхидна коротконоса чи єхидна (Tachyglossus aculeatus) — єдиний представник роду (Tachyglossus) родини Єхиднових. Має 5 підвидів. Вперше була знайдена та описана у 1792 році науковцями Д. Шоу та Ноддером. Етимологія: лат. tachyglossus — «швидкоязикий», лат. aculeatus — «колючий».

## Опис
Тулуб завдовжки до 45 см, морда — 75 мм, голки — 6 см (їх колір коливається від білого до чорного). На морді вузький рот, який відкривається максимум на 5 мм. Хвіст не розвинутий, майже не примітний. Єхидна австралійська має на лапах по 5 кігтів. Як і усі сумчасті має сумку.

## Поширення

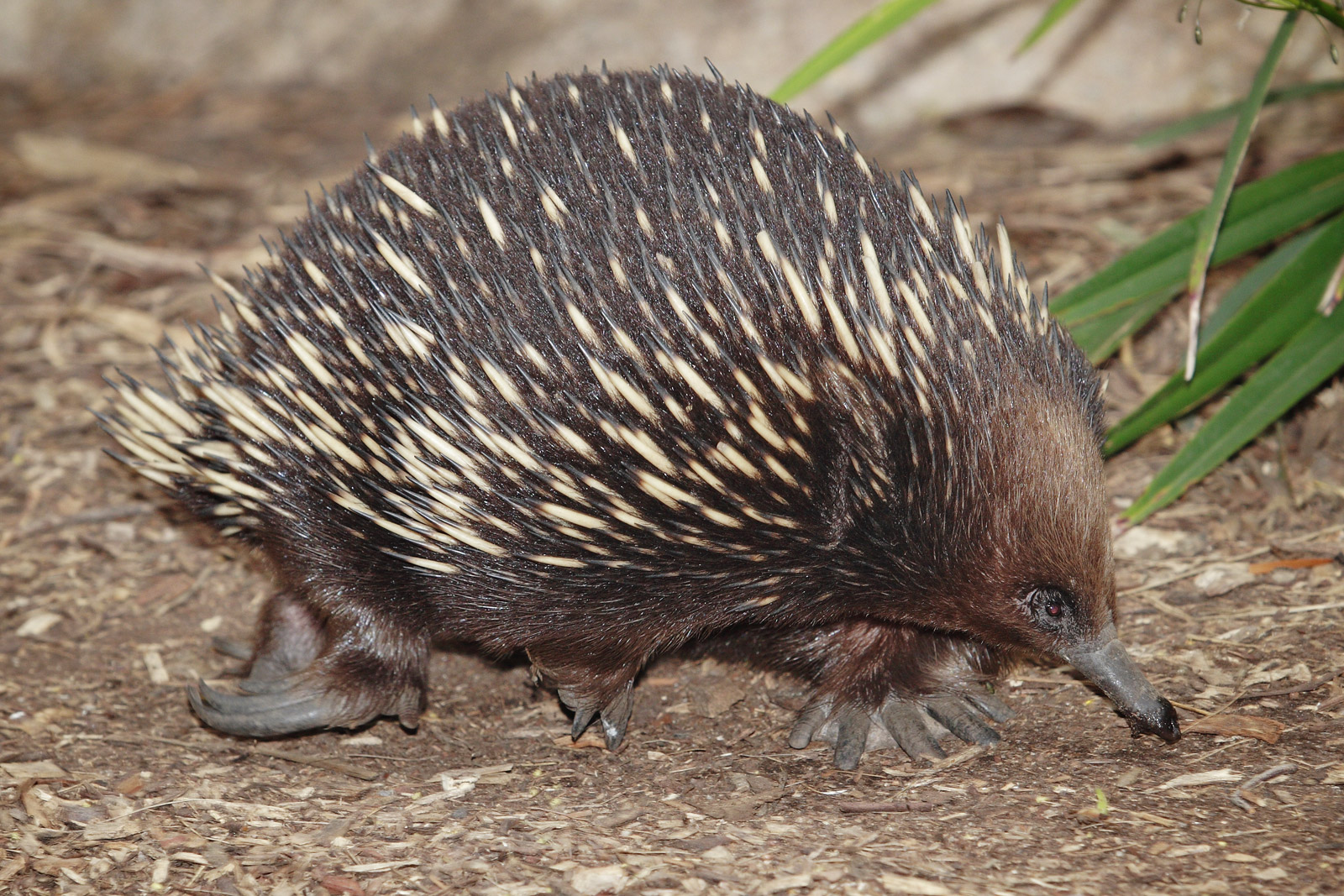
Коротконоса єхидна в русі

Коротконоса єхидна поширена на більшій частині Австралії, Тасманії та низовинах Нової Гвінеї, і не перебуває під загрозою зникнення. В Австралії вона залишається значно розповсюдженою в широкому діапазоні умов, включаючи міські околиці, прибережні ліси і сухі внутрішні райони, і особливо широко розповсюджена в Тасманії та на острові Кенгуру, зустрічається на деяких островах у Бассовій протоці.

## Загрози
Найбільш поширеними загрозами для тварини в Австралії є транспортні засоби та руйнування середовищ існування, які призвели до локальних вимирань. У Австралії коротконосі єхидни менше постраждали від очищення землі, ніж деякі інші види, оскільки вони не потребують спеціалізованого середовища існування за наявності достатньої кількості мурах і термітів. Як наслідок, вони можуть вижити на очищеній землі, якщо зрізана деревина залишається в цьому районі, оскільки колоди можуть використовуватися як притулки та джерела комах. Однак у районах, де земля була повністю очищена для окремих культур, які можуть бути механічно зібрані, такі як пшеничні поля, спостерігали вимирання.
Протягом десятирічного періоду, близько однієї третини смертельних випадків єхидн, повідомлених органам охорони дикої природи у Вікторії, були пов'язані з автотранспортом, а більшість поранених тварин були потерпілими від ДТП. Дослідження показали, що вони часто обирають для переходів водостічні труби під дорогами, тому це вважається життєздатним засобом зменшення смертності на дорогах з інтенсивним рухом у сільській місцевості або національних парках, де тварини більш поширені.
Незважаючи на їхні колючки, на них полюють хижі птахи, тасманійські дияволи, динго, змії, ящірки, варани, кішки і лисиці, хоча майже всі жертви молоді. Варани відомі своїми копаючими здібностями і сильним нюхом, і вважається, що вони були основними мисливцями на єхидн перед ввезенням вищих звірів. Відомо, що дінго вбивають єхидн, обертаючи їх на спину і атакуючи їх живіт. Вивчення невеликої кількості єхидн на острові Кенгуру дозволило зробити висновок, що головними хижаками були варани та кішки, хоча лисиці - відсутні на острові Кенгуру - оцінюються як значна загроза.
Єхидн вживали в їжу корінні австралійці та ранні європейські поселенці Австралії. Полювання на єхидн і харчування ними на Новій Гвінеї з часом зростало і призвело до зниження чисельності популяції та районів поширення; в даний час, як вважають, вони зникли з гірських районів. Вбивство єхидн було табу в традиційній культурі, але оскільки племена ставали все більш вестернізованими, полювання збільшувалося, і тварин стало легше відстежувати за допомогою собак.
Зараження ввезеними паразитарними стрічковими червами Spirometra erinaceieuropaei вважається фатальним для єхидн. Цей гельмінтоз передається через воду шляхом спільного використання водопоїв разом з інфікованими собаками, лисицями, кішками та динго, які не гинуть від паразита. Інвазія розглядається як більш небезпечна в більш сухих районах, де більше тварин користуються меншою кількістю водних об'єктів, що збільшує ймовірність передачі. Товариство із збереження дикої природи Квінсленда проводить загальнонаціональне дослідження, яке називається Echidna Watch, для спостереження за видами єхидни. Також відомо, що єхидни заражаються іншими стрічковими червями, найпростішими і герпесвірусами, але мало відомо про те, як ці зараження впливають на здоров'я тварин або популяції.

## Утримання у неволі
Хоча вважається, що зберігати здоров’я єхидни в неволі легко, розмножувати єхидн складно, частково через відносно рідкісний цикл. У 2009 році в зоопарку Перту вдалося розмножити декілька коротконосих єхидн, а в 2015 році там були успішно розмножені перші єхидни, що народилися в зоопарку. До 2006 року лише п'ять зоопарків зуміли розмножити коротконосих єхидн, але жодна з виведених в неволі, не досягла зрілості. З цих п'яти зоопарків лише один в Австралії - Зоопарк Таронга в Сіднеї - єхидну вдалося розмножити в 1977 році. Інші чотири випадки мали місце в Північній півкулі: два в США, а інші в Західній Європі. У цих випадках розмноження відбувалося на шість місяців поза фазою порівняно з Австралією, після того, як тварини пристосувалися до сезонів Північної півкулі. Невдала програма розведення в неволі має велике значення для збереження зникаючих видів проєхидни з роду Zaglossus, і менше для коротконосих єхидн.

## Спосіб життя
Це наземна тварина. Живе у заростях чагарників (австралійському буші), полюбляє кам'янисті ділянки. Використовує свої голки як захист на кшталт їжака. При небезпеці згортається у кулю.
Єхидна австралійська – нічна тварина. Вдень вона відпочиває у своєму лігві, а вночі полює.
Харчується здебільшого комахами, насамперед мурахами, термітами, але інколи вживає дощових хробаків. Її кігті та лапи досить сильні, щоб зруйнувати мурашник або вдертися до термітника.
Зубів єхидна австралійська не має. Але на задній частині язика є рогові зубчики, які, стикаючись з гребінчастим піднебінням, перетирають комах. Також єхидна ковтає землю та детрит, які допомагають перетравлювати їжу.
Єхидна австралійська має дуже добрий слух, при пересуванні здебільшого користується нюхом.
Під час холодів впадає у короткочасну сплячку. Зібраний перед тим підшкірний жир допомагає єхидні прожити без їжі більше місяця.

## Розмноження
Вагітність триває 21—28 днів. Виношує 1 яйце розміром до 13—17 мм у діаметрі, вагою 1,5 г. Його єхидна австралійська «висиджує» у сумці. З появою дитинча довгий час годує його молоком.

## Стосунки з людиною
Єхидна австралійська гарно пристосовується до життя в неволі. Тому люди часто виловлюють її для утримання вдома. Водночас аборигени полюбляють полювати на єхидну задля її смачного жиру.

## Підвиди
- Tachyglossus aculeatus acanthion, Північна Територія, Західна Австралія.
- Tachyglossus aculeatus aculeatus, Квінсленд, Новий Південний Уельс, Південна Австралія та Вікторія
- Tachyglossus aculeatus lawesii, в прибережних регіонах і високогір'ях Нової Гвінеї, північно-східний Квінсленд
- Tachyglossus aculeatus multiaculeatus, ендемік острова Кенгуру
- Tachyglossus aculeatus setosus, о. Тасманія, острови у протоці Басса